# La Boqueria

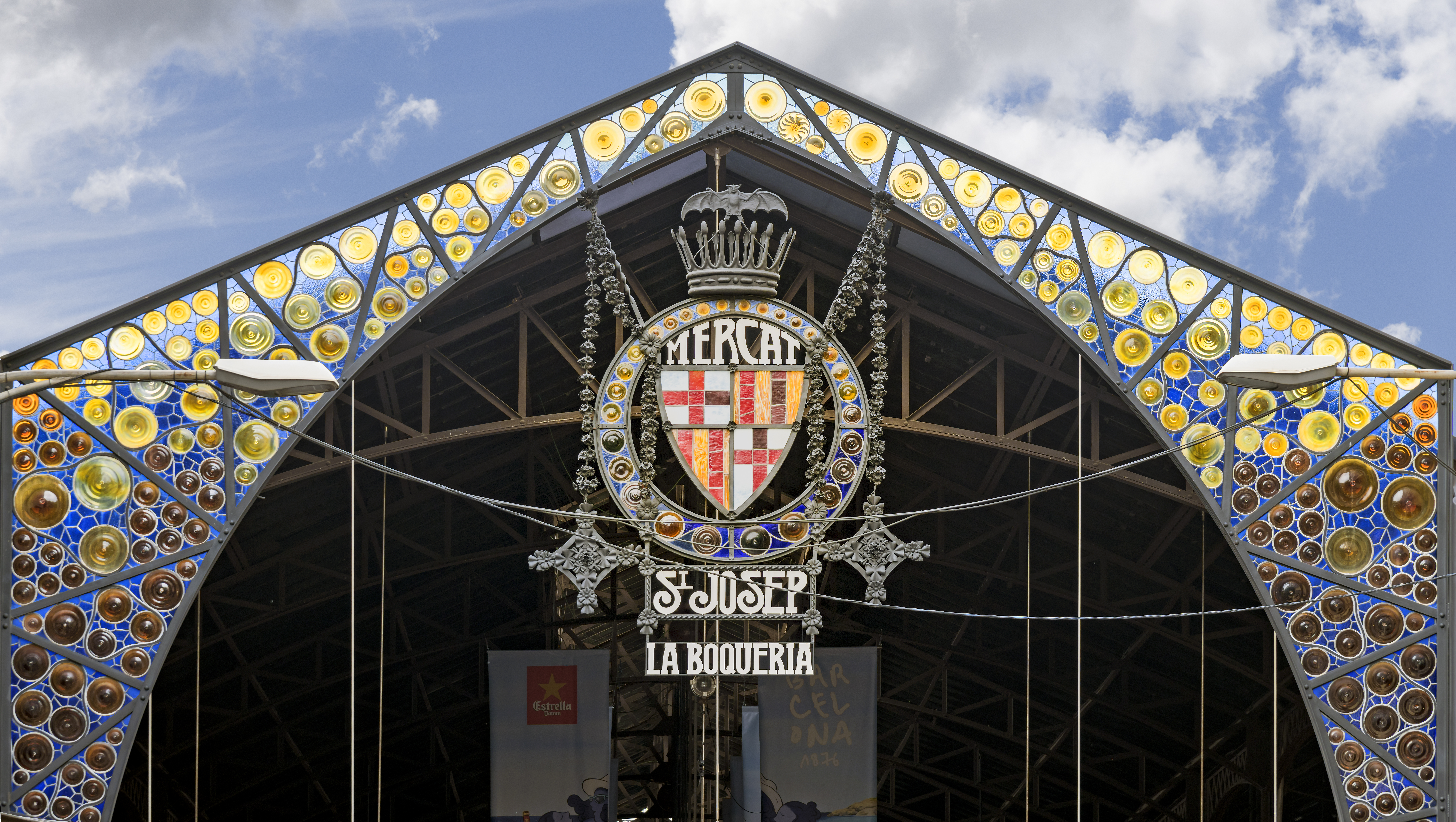
Ingången till La Boqueria

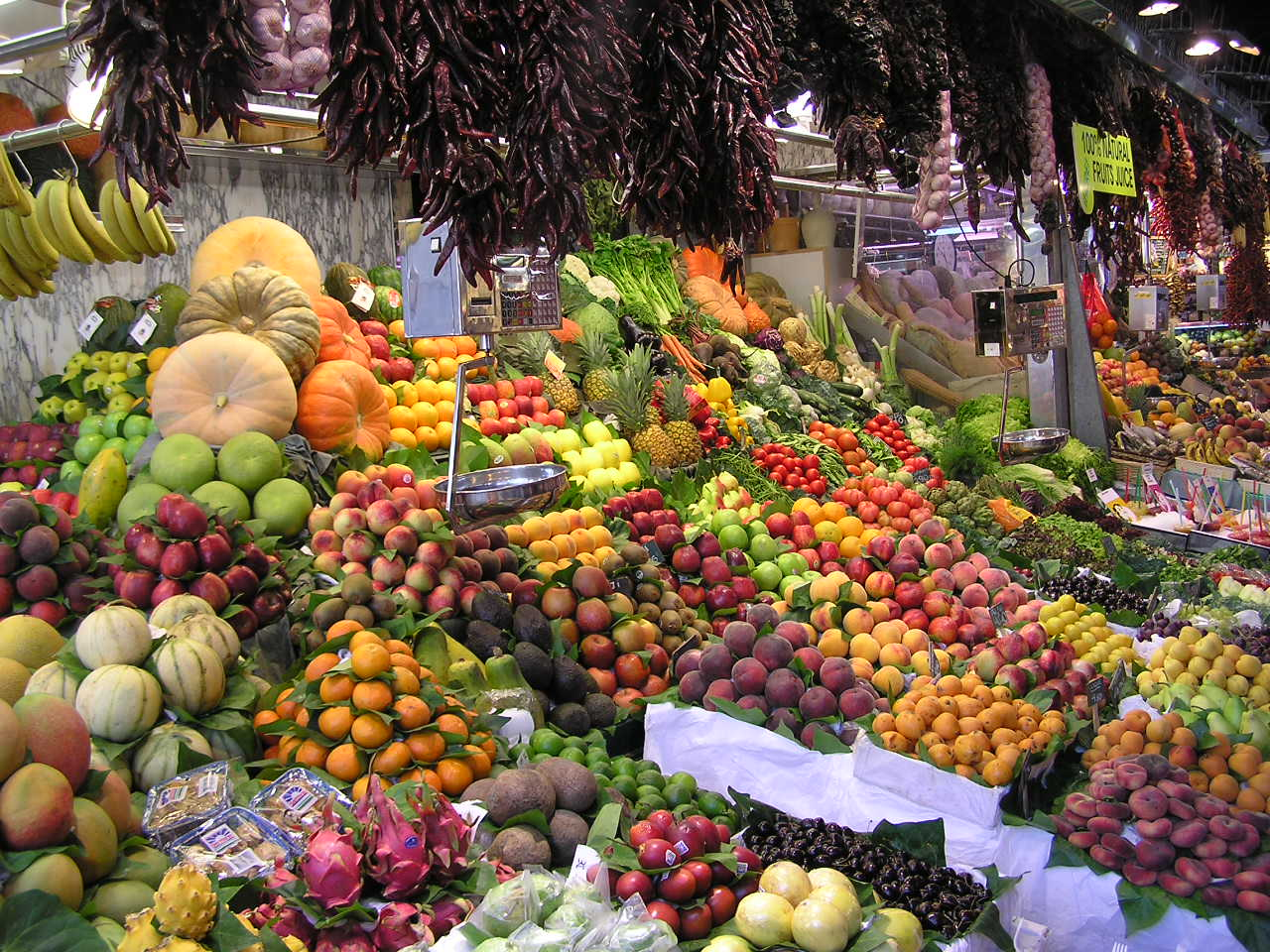
Frukt och grönsaker till salu i La Boqueria

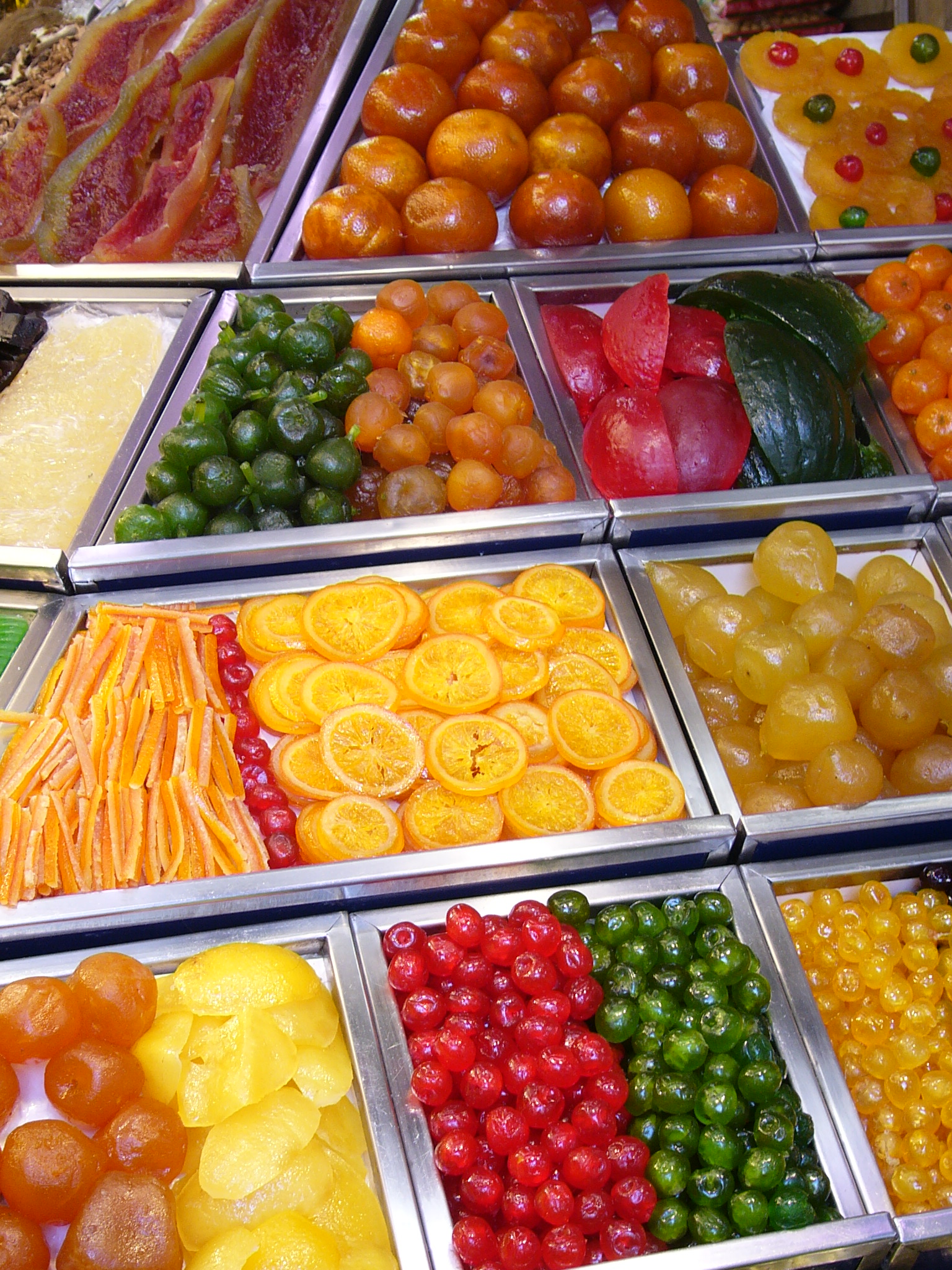
Kanderad frukt till salu i La Boqueria

Mercat de Sant Josep de la Boqueria, ofta bara La Boqueria är en stor saluhall i Barcelonas Ciutat Vella och en av stadens stora turistattraktioner. Dess huvudentré ligger vid La Rambla, inte långt från operahuset Liceu.